# Lapdance
Lapdance is een nummer van de Amerikaanse band N*E*R*D uit 2001. Het is de eerste single van hun debuutalbum In Search Off....
Het nummer flopte in Amerika, maar werd wel een bescheiden hit in Nederland, het Verenigd Koninkrijk en Zweden. In de Nederlandse Top 40 schopte het nummer het tot een 22e positie. Hoewel het nummer in Vlaanderen geen hitlijsten bereikte, werd het er wel een radiohit.